# علوم زمین
علوم زمین به همهٔ دانش‌هایی که به سیارهٔ زمین مربوط هستند، گفته می‌شود. دانش‌هایی که به شناخت زمین کمک می‌کنند عبارتند از: فیزیک، زمین‌شناسی، جغرافیا، هواشناسی، ژئوفیزیک، ریاضی، هندسه، شیمی و زیست‌شناسی. هدف این دانش‌ها کمک به شناخت لایه‌های زمین، شناخت نواحی دارای پتانسیل مواد معدنی و نفتی و ایضاً پی بردن به گذشته و سرگذشت تاریخی و تکامل اجزای زمین نظیر قاره‌ها، اقیانوس‌ها، کوه‌ها و جاندارن آن است.